# Marshall Hawkins
Marshall Hawkins (14 juli 1939) is een Amerikaanse jazzcontrabassist. Hij groeide op in Washington D.C..

## Biografie
Hij is wellicht het best bekend als een van de vele bassisten die het overnamen van Ron Carter toen deze het zogenaamde Miles Davis Quintet verliet.  Hawkins speelde met Miles Davis, samen met Herbie Hancock en drummer Tony Williams. Meer recent maakte Hawkins deel uit van de West Coast-versie van het Harry Pickens Trio met Pickens als jazzpianist en Harold Mason op drums.
Hawkins gaf later les aan de Idyllwild School of Music and the Arts (ISOMATA), nu Idyllwild Arts Academy en is momenteel hoofd van het Jazz Program.

## Discografie
- 1965: Travelin' Light – Shirley Horn
- 1970: Chapter Two – Roberta Flack
- 1970: Everything Is Everything – Donny Hathaway
- 1985: Vocalese – The Manhattan Transfer